# George Montagu, VI duca di Manchester
George Montagu, VI duca di Manchester (Kimbolton Castle, 9 luglio 1799 – Royal Tunbridge Wells, 18 agosto 1855), è stato un politico inglese.

## Biografia
Era il figlio di William Montagu, V duca di Manchester, e di sua moglie, Lady Susan Gordon, figlia di Alexander Gordon, IV duca di Gordon. Ha studiato a Eton.

## Carriera
Si unì alla Royal Navy dopo aver completato gli studi raggiungendo il grado di tenente prima di ritirarsi nel 1822. Dal 1818 aveva prestato servizio sulla HMS Larne in Giamaica, dove suo padre era governatore. Nel 1816 suo padre diede il suo nome alla città di Mandeville.
Fu un deputato del partito Tory per Huntingdonshire (1826-1837) e ha anche servito come vice luogotenente della contea di Armagh. Succedette al padre nel 1843.

## Matrimoni

### Primo matrimonio
Sposò, l'8 ottobre 1822 a Londra, Millicent Sparrow (25 gennaio 1798-21 novembre 1848), figlia di Robert Bernard Sparrow. Suo padre gli regalò il castello di Kimbolton, la residenza della famiglia nell'Huntingdonshire e sua moglie gli portò Brampton Park e una tenuta in Irlanda. Ebbero quattro figli:
- William Montagu, VII duca di Manchester (15 ottobre 1823-22 marzo 1890)[1]
- Lord Robert Montagu (24 gennaio 1825-6 maggio 1902), sposò in prime nozze Ellen Cromie, ebbero quattro figli, e in seconde nozze Elizabeth Wade, ebbero sei figli[1];
- Lord Frederick Montagu (5 ottobre 1828-29 ottobre 1854)[1];
- Lady Olivia Montagu (18 luglio 1830-15 febbraio 1922), sposò Charles Bennet, VI conte di Tankerville, ebbero sei figli[1].

### Secondo matrimonio
Sposò, il 29 agosto 1850 a Kilroot, in Irlanda, Harriet Sydney Dobbs (4 dicembre 1834-30 maggio 1907), figlia di Conway Richard Dobbs. Ebbero due figli:
- Lady Sydney Charlotte Montagu (14 ottobre 1851-21 settembre 1932), sposò Algernon Keith-Falconer, IX conte di Kintore, ebbero quattro figli[1];
- Lord George Francis Montagu (18 gennaio 1855-12 marzo 1882).

## Morte
Morì a Tunbridge Wells il 18 agosto 1855, all'età di 56 anni.

## Ascendenza
|                                          |                                      |                                                | Genitori                                        |  |  | Nonni |  |  | Bisnonni                                  |  |  | Trisnonni                                 |  |
|                                          |                                      |                                                |                                                 |  |  |       |  |  | 8. Robert Montagu, III duca di Manchester |  |  | 16. Charles Montagu, I duca di Manchester |  |
|                                          |                                      |                                                |                                                 |  |  |       |  |  | 8. Robert Montagu, III duca di Manchester |  |  | 16. Charles Montagu, I duca di Manchester |  |
|                                          |                                      | 17. Doddington Greville                        |                                                 |  |  |       |  |  | 8. Robert Montagu, III duca di Manchester |  |  |                                           |  |
| 4. George Montagu, IV duca di Manchester |                                      |                                                |                                                 |  |  |       |  |  | 8. Robert Montagu, III duca di Manchester |  |  |                                           |  |
|                                          |                                      | 9. Harriet Dunch                               | 18. Edmund Dunch                                |  |  |       |  |  |                                           |  |  |                                           |  |
|                                          |                                      | 9. Harriet Dunch                               | 18. Edmund Dunch                                |  |  |       |  |  |                                           |  |  |                                           |  |
|                                          |                                      | 9. Harriet Dunch                               | 19. Elizabeth Godfrey                           |  |  |       |  |  |                                           |  |  |                                           |  |
| 2. William Montagu, V duca di Manchester |                                      | 9. Harriet Dunch                               |                                                 |  |  |       |  |  |                                           |  |  |                                           |  |
|                                          |                                      | 10. James Dashwood, II baronetto               | 20. Robert Dashwood                             |  |  |       |  |  |                                           |  |  |                                           |  |
|                                          |                                      | 10. James Dashwood, II baronetto               | 20. Robert Dashwood                             |  |  |       |  |  |                                           |  |  |                                           |  |
|                                          |                                      | 10. James Dashwood, II baronetto               | 21. Dorothy Reade                               |  |  |       |  |  |                                           |  |  |                                           |  |
| 5. Elizabeth Dashwood                    |                                      | 10. James Dashwood, II baronetto               |                                                 |  |  |       |  |  |                                           |  |  |                                           |  |
|                                          |                                      | 11. Elizabeth Spencer                          | 22. Edward Spencer                              |  |  |       |  |  |                                           |  |  |                                           |  |
|                                          |                                      | 11. Elizabeth Spencer                          | 22. Edward Spencer                              |  |  |       |  |  |                                           |  |  |                                           |  |
|                                          |                                      | 11. Elizabeth Spencer                          | 23. Anne Barker                                 |  |  |       |  |  |                                           |  |  |                                           |  |
| 1. George Montagu, VI duca di Manchester |                                      | 11. Elizabeth Spencer                          |                                                 |  |  |       |  |  |                                           |  |  |                                           |  |
|                                          | 12. Cosmo Gordon, III duca di Gordon | 24. Alexander Gordon, II duca di Gordon        |                                                 |  |  |       |  |  |                                           |  |  |                                           |  |
|                                          | 12. Cosmo Gordon, III duca di Gordon | 24. Alexander Gordon, II duca di Gordon        |                                                 |  |  |       |  |  |                                           |  |  |                                           |  |
|                                          | 12. Cosmo Gordon, III duca di Gordon | 25. Henrietta Mordaunt                         |                                                 |  |  |       |  |  |                                           |  |  |                                           |  |
| 6. Alexander Gordon, IV duca di Gordon   | 12. Cosmo Gordon, III duca di Gordon |                                                |                                                 |  |  |       |  |  |                                           |  |  |                                           |  |
|                                          |                                      | 13. Catherine Gordon                           | 26. William Gordon, II conte di Aberdeen        |  |  |       |  |  |                                           |  |  |                                           |  |
|                                          |                                      | 13. Catherine Gordon                           | 26. William Gordon, II conte di Aberdeen        |  |  |       |  |  |                                           |  |  |                                           |  |
|                                          |                                      | 13. Catherine Gordon                           | 27. Susan Murray                                |  |  |       |  |  |                                           |  |  |                                           |  |
| 3. Susan Gordon                          |                                      | 13. Catherine Gordon                           |                                                 |  |  |       |  |  |                                           |  |  |                                           |  |
|                                          |                                      | 14. William Maxwell, III baronetto di Monreith | 28. Alexander Maxwell, II baronetto di Monreith |  |  |       |  |  |                                           |  |  |                                           |  |
|                                          |                                      | 14. William Maxwell, III baronetto di Monreith | 28. Alexander Maxwell, II baronetto di Monreith |  |  |       |  |  |                                           |  |  |                                           |  |
|                                          |                                      | 14. William Maxwell, III baronetto di Monreith | 29. Jean Montgomerie                            |  |  |       |  |  |                                           |  |  |                                           |  |
| 7. Jane Maxwell                          |                                      | 14. William Maxwell, III baronetto di Monreith |                                                 |  |  |       |  |  |                                           |  |  |                                           |  |
|                                          |                                      | 15. Magdalena Blair                            | 30. William Scott                               |  |  |       |  |  |                                           |  |  |                                           |  |
|                                          |                                      | 15. Magdalena Blair                            | 30. William Scott                               |  |  |       |  |  |                                           |  |  |                                           |  |
|                                          |                                      | 15. Magdalena Blair                            | 31. Catharine Tait                              |  |  |       |  |  |                                           |  |  |                                           |  |
|                                          |                                      | 15. Magdalena Blair                            |                                                 |  |  |       |  |  |                                           |  |  |                                           |  |